# Франческа Ли
Франческа Ли (на английски: Francesca Le) е американска порнографска актриса, режисьор и продуцент на порнографски филми.

## Биография
Родена е на 28 ноември 1970 г. в град Лос Анджелис, щата Калифорния, САЩ.
Започва кариерата си в индустрията за възрастни през 1992 г. Първата ѝ сцена е с Макс Хардкор във филма „Аналните приключения на Макс Хардкор 3“. През 1994 г. прекъсва кариерата си за около 10 години, през които работи като стриптизьорка в клубове в Лос Анджелис, а от 2000 г. започва работа в компания за продуциране на порнографски филми. Там среща порноактьора Марк Ууд, с когото става интимни приятели. През 2002 г. двамата основават своя продуцентска компания – „LeWood Productions“, като Франческа възобновява кариерата си на изпълнителка.
Франческа Ли е братовчедка на порнографската актриса Кристал Съмърс.
Участва в документалния филм „Aroused“ (2013 г.) за живота на 16 от най-популярните порнографски филмови актриси.

## Награди и номинации
Зали на славата
- 2005: AVN зала на славата.[9][10]
- 2007: XRCO зала на славата.[9][11]
- 2011: Urban X зала на славата.[12]

Носителка на индивидуални награди
- 2008: CAVR награда за MILF на годината.[13]
- 2009: CAVR награда за MILF на годината.[14]
- 2011: NightMoves награда за най-добра MILF изпълнителка (избор на феновете).[15]
- 2014: XRCO награда за MILF на годината.[16]

Носителка на награди за изпълнение на сцени
- 1994: AVN награда за най-добра групова секс сцена (филм).[9]
- 2005: AVN награда за най-добра орална секс сцена (видео) – съносителка с Ава Дивайн, Гуи ДиСилва, Род Фонтана, Стивън Френч, Скот Лионс, Марио Роси и Арнолд Шварценпекер за изпълнение на сцена във филма „Курви заедно поглъщат 2“.[10][9]

Номинации за награди
- 2007: Номинация за CAVR награда за MILF на годината.[17]
- 2008: Номинация за AVN награда за най-добра групова секс сцена само с момичета (видео).[9]
- 2009: Номинация за XRCO награда за MILF на годината.[9][18]
- 2010: Номинация за AVN награда за най-добра групова секс сцена.[9]
- 2010: Номинация за XRCO награда за MILF на годината.[9]
- 2010: Номинация за NightMoves награда за най-добра MILF изпълнителка.[19]
- 2011: Номинация за AVN награда за най-добра орална секс сцена – за изпълнение на сцена във филма „Ф за Франческа“.[20]
- 2011: Номинация за AVN награда за най-добра групова секс сцена само с момичета.[9]
- 2011: Номинация за AVN награда за най-добра секс сцена само с двойно проникване.[9]
- 2011: Номинация за XBIZ награда за MILF звезда на годината.[21]
- 2012: Номинация за AVN награда за MILF изпълнител на годината.[9][22]
- 2012: Номинация за NightMoves награда за най-добра MILF изпълнителка.[23]
- 2012: Номинация за NightMoves награда за най-добра латино изпълнителка.[23]
- 2013: Номинация за XRCO награда за MILF на годината.[24]
- 2013: Номинация за AVN награда за MILF изпълнител на годината.[25]
- 2014: Номинация за AVN награда за MILF изпълнителка на годината.[26]